# حنور أبيض المحاسر
حِنَّوْر أبيض المحاسر أو تِهِبِّط أو كولي أبيض الرأس (الاسم العلمي: Colius leucocephalus) (بالإنجليزية: White-headed Mousebird)‏ هو نوع من الطيور يتبع جنس الحنور من فصيلة الكوليات.

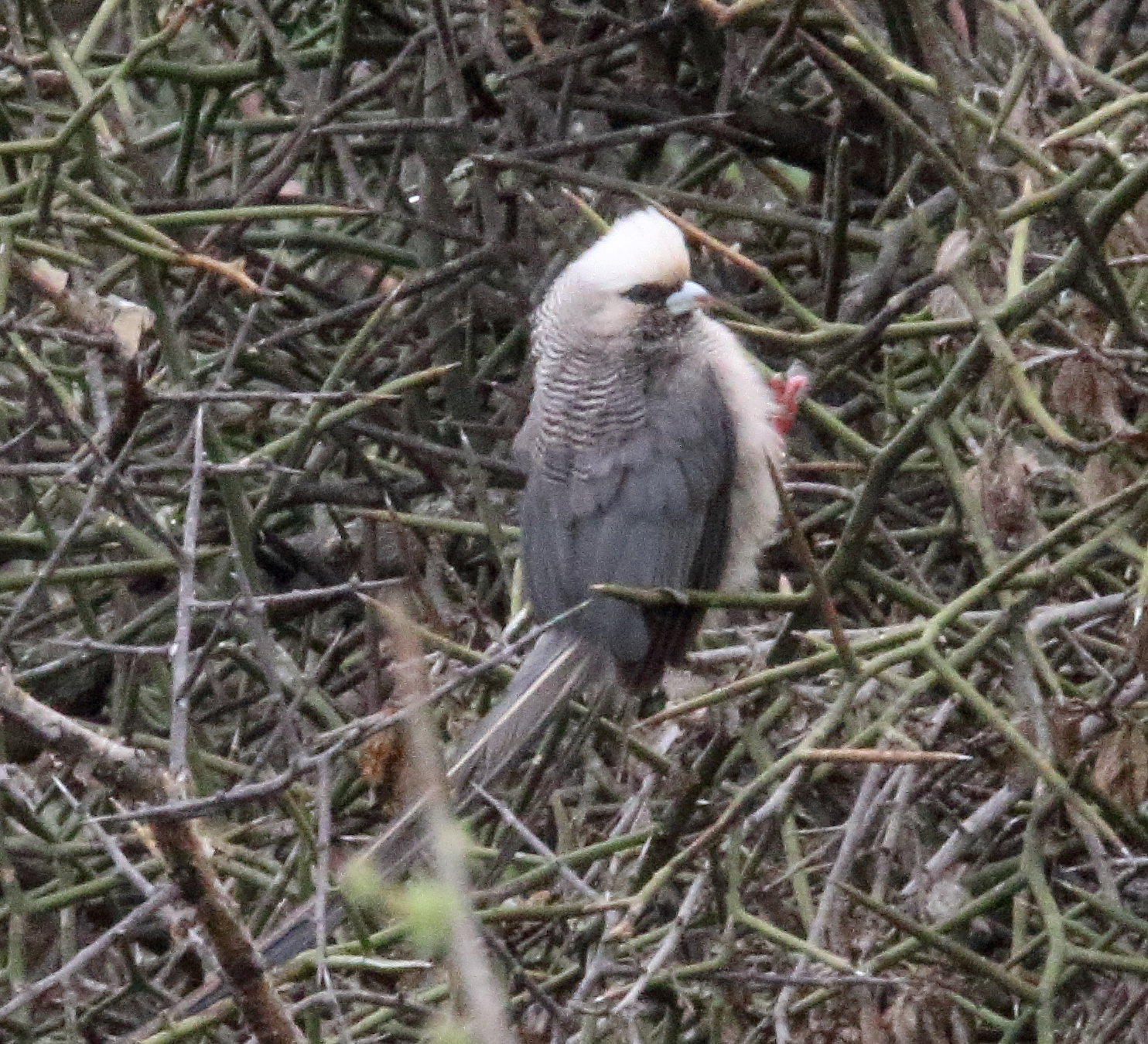

## الموئل
أعطانها تمتد من تهام حوض البحر الأحمر إلى الحبشة والسودان والكنغو.

## الوصف
طوله نحو ٣٧ سم. ثوبه إلى الربدة الحنطية الشهباء المواج. جبهته إلى السمرة. محسراه إلى الصفرة التبنية. زوره إلى الربدة الرمادية. منقاده أزرق المخطم الأعلى أحمر الأسفل. رسغاه إلى الحمرة المرجانية.

## السلوك
يعيش جماعات قليلة العدد. سربه يعد من زوجين إلى خمسة أزواج. يألف العيص والآجام والأحراج الوعرة. طيرانه قصير الشوط ولا يستطيع إليه سبيلًا إلى من على أرفع الأغصان أو قنن الأشجار حيث يرمي بنفسه ليتمكن من التحليق قليلًا.

## الغذاء
قوته ثمار النباتات البرية وإن تعذرت عليه فلا يعف عن ثمار النباتات المزروعة ويطلبها حيث تكون إن في المزارع أو قرب المساكن.

## طرائف
من عاداته المألوفة أنه يمضي الليل في مجاثم معينة تجتمع فيها جميع أسراب المنطقة مهما كان عددها إن مئة أو ألفًا. وهو يمضي الليل معلقُا برجليه كالخفاش لا جاثمًا فوق الغصن كسائر الطير.

## التكاثر
الانثى تضع من ٦ إلى ٧ بيضات تحضنها بمناوبة الذكر نحو ١٥ يومًا.